# 第54回オールスター競輪
第54回オールスター競輪（だいごじゅうよんかいオールスターけいりん）は、2011年8月31日から9月5日（3日中止のため、1日順延）まで、岐阜競輪場にて開催された、競輪のGI競走である。

## レースプログラム
5日制。1次予選を2走するポイント制で2次予選進出者が決定された。 
前年度まで行われた敗者復活戦を含むトーナメント制度は、複雑な番組体系がファンから不評であったため、当年度から敗者復活戦やシャイニングスター賞1着選手による準決勝免除の廃止を柱として、勝ち上がりを分かりやすくすべく番組体系が抜本的に見直された。

### 勝ち上がり方式
以下は勝ち上がり組のみを対象に記す。初日と3日目から5日目（最終日）は11レース、2日目は10レース（他に2日目と4日目に「ガールズケイリンコレクション」1レースが行われる）。
| 優秀   | 初日                 | 2日目                       | 3日目          | 4日目       | 00最終日00 |
| ------ | -------------------- | --------------------------- | -------------- | ----------- | ---------- |
| 優秀   | ドリーム（1）        |                             | Sスター賞（1） | 準決勝（3） |            |
| 優秀   |                      | オリオン（1） 特選予選（1） | 二次予選（6）  |             | 決勝（1）  |
| 優秀   | 一次予選 （10）（2） |                             |                |             |            |
| 敗者戦 | 00-00                | （6）                       | （4）          | （8）       | （10）     |

- 初日・2日目

「一次予選」 合計12レース行われ、各レース1着から3着36名が「二次予選」進出。
「ドリームレース」 最上位の特別選抜予選、という位置づけで、初日の最終レースに行われ、1着から5着5名が無条件で3日目の「シャイニングスター賞」と、4日目の「準決勝」進出の権利が同時に得られる。6着から9着4名は「二次予選」進出。
「ガールズケイリンコレクション　アルテミス賞レース」 2017年創設。2日目の特別選抜予選前（第9レース）に行われる、女子選手によるファン投票第8位着から第14位による一発勝負。
「特別選抜予選」 2日目のオリオン賞レースの前に行われ、1着1名は無条件で3日目の「シャイニングスター賞」と、4日目の「準決勝」進出の権利が同時に得られる。2着から9着8名は「二次予選」進出。
「オリオン賞レース」 上位の特別選抜予選、という位置づけで、2日目の最終レースに行われ、1着から3着3名が無条件で3日目の「シャイニングスター賞」と、4日目の「準決勝」進出の権利が同時に得られる。4着から9着6名は「二次予選」進出。
- 3日目

「二次予選」 合計6レース行われ、各レース1着から3着18名が「準決勝」進出。
「シャイニングスター賞」 二次特別選抜予選として、最終レースに行われる。失格にならない限り、9名全員が「準決勝」進出。
- 4日目

「準決勝」 合計3レース行われ、各レース1着から3着9名が「決勝」進出。
「ガールズケイリンコレクション　ガールズドリームレース」 2013年創設。準決勝前（第9レース）に行われる、女子選手によるファン投票第1位着から第7位による一発勝負。2017年より女子選手の出場枠を14名に拡大したため、新たに「ガールズドリームレース」の名称が与えられた。2015年・2016年は2日目の特別選抜予選前に行われた。
- 5日目（最終日）

「決勝」 最終レース。上位3着までは表彰式で表彰台に上がることができる。また、優勝者には優勝インタビューやウイニングランなどが執り行われる。
「特別優秀」 「決勝」前の合計2レース。「準決勝」各レース4着から7着12名と、4日目「特選（1）」各レース1着から3着6名の計18名により行われる。
「優秀」 「特別優秀」前の合計2レース。「準決勝」各レース8着から9着6名、4日目「特選（1）」各レース4着から6着6名及び4日目「特選（2）」各レース1着から3着6名の計18名により行われる。
その他、2日目以降に予選敗退者を対象とした以下の競走が開催される。
2日目…「選抜（1）」
3日目…「一般」、「選抜（1）」
4日目…「一般」、「選抜（2）」、「特選（2）」「特選（1）」
5日目…「特一般」、「選抜」、「特選」
なお、3日目または4日目に「一般」を走った者は最終日を待たずに強制的に（失格はなくても）途中帰郷（「お帰り」）させられる。

## 中止・順延
9月3日(土)、台風12号の影響により、4日目の全競走が中止となり、翌4日に順延となった。当大会における中止・順延は、台風18号の影響により、大会2日目の9月24日に中止となった、1999年の第42回大会（甲子園競輪場）以来12年ぶりである。

## 決勝戦

### 競走成績
- 9月5日（月）[6]
- 誘導員…玉木勝実（岐阜県）

| 着   | 番 | 選手名     | 齢 | 府県 | 期別 | 級班 | 着差  | 上り | 決ま り手 | S/J H/B | 個人 状況       |
| ---- | -- | ---------- | -- | ---- | ---- | ---- | ----- | ---- | --------- | ------- | --------------- |
| 1    | 4  | 浅井康太   | 27 | 三重 | 90   | S1   |       | 11.9 | 逃げ      | B       |                 |
| 2    | 7  | 山口幸二   | 43 | 岐阜 | 62   | SS   | 3/4輪 | 11.8 | マーク    |         |                 |
| 3    | 3  | 佐藤友和   | 28 | 岩手 | 88   | SS   | 3/4身 | 11.6 |           | H       |                 |
|      |    |            |    |      |      |      |       |      |           |         |                 |
| 4    | 6  | 合志正臣   | 34 | 熊本 | 81   | S1   | 3/4身 | 11.7 |           |         |                 |
| 5    | 1  | 深谷知広   | 21 | 愛知 | 97   | S1   | 大差  |      |           |         |                 |
| 6    | 8  | 山内卓也   | 34 | 愛知 | 77   | S1   | 大差  |      |           |         | 落再入          |
| 7    | 5  | 伏見俊昭   | 35 | 福島 | 75   | SS   | 大差  |      |           |         | 落再入          |
| 8    | 9  | 佐藤慎太郎 | 34 | 福島 | 78   | S1   | 大差  |      |           |         | 落再入          |
| 失格 | 2  | 長塚智広   | 32 | 茨城 | 81   | S1   |       |      |           |         | 押上げ 落車棄権 |

### 配当金額
| 4=5 | 810円 |  |

| 3=4=7 | 6,570円 |  |

| 4-5 | 1,500円 |  |

| 4-7-3 | 23,050円 |  |

| 4=7 | 1,050円 |  |

| 4=7 | 570円   |  |
| 3=4 | 1,400円 |  |
| 3=7 | 1,160円 |  |

| 4-7 | 1,930円 |  |

### レース概略
浅井が先頭でそのまま押し切って優勝。マークした山口が2着。
最終1センターでは、長塚が頭で押して佐藤慎が転倒し、その煽りで自身も転倒。これに伏見、山内が乗り上げる。深谷は落車を避けようと、外に膨らんで失速した。なお、長塚は失格。

## 特記事項
- 岐阜競輪場でのオールスター競輪開催は、伏見俊昭が制覇した2001年以来10年ぶり3度目。

- 決勝戦の地上波中継は本来ぎふチャンで放送される予定だったが、中止順延の影響で無くなった。決勝戦の中継は、ケイリンライブ!282とSPEEDチャンネルのみになった。

- シリーズ五日間の総売上は124億9568万0600円で、中止順延の影響がありながら目標額の120億円を上回った。

### 競走データ
- これ以後、GIで「逃げ」の決まり手での優勝は、2018年の同大会（いわき平、脇本雄太）まで無かった。